# Morter
|  | Per a altres significats, vegeu «Morter (desambiguació)». |

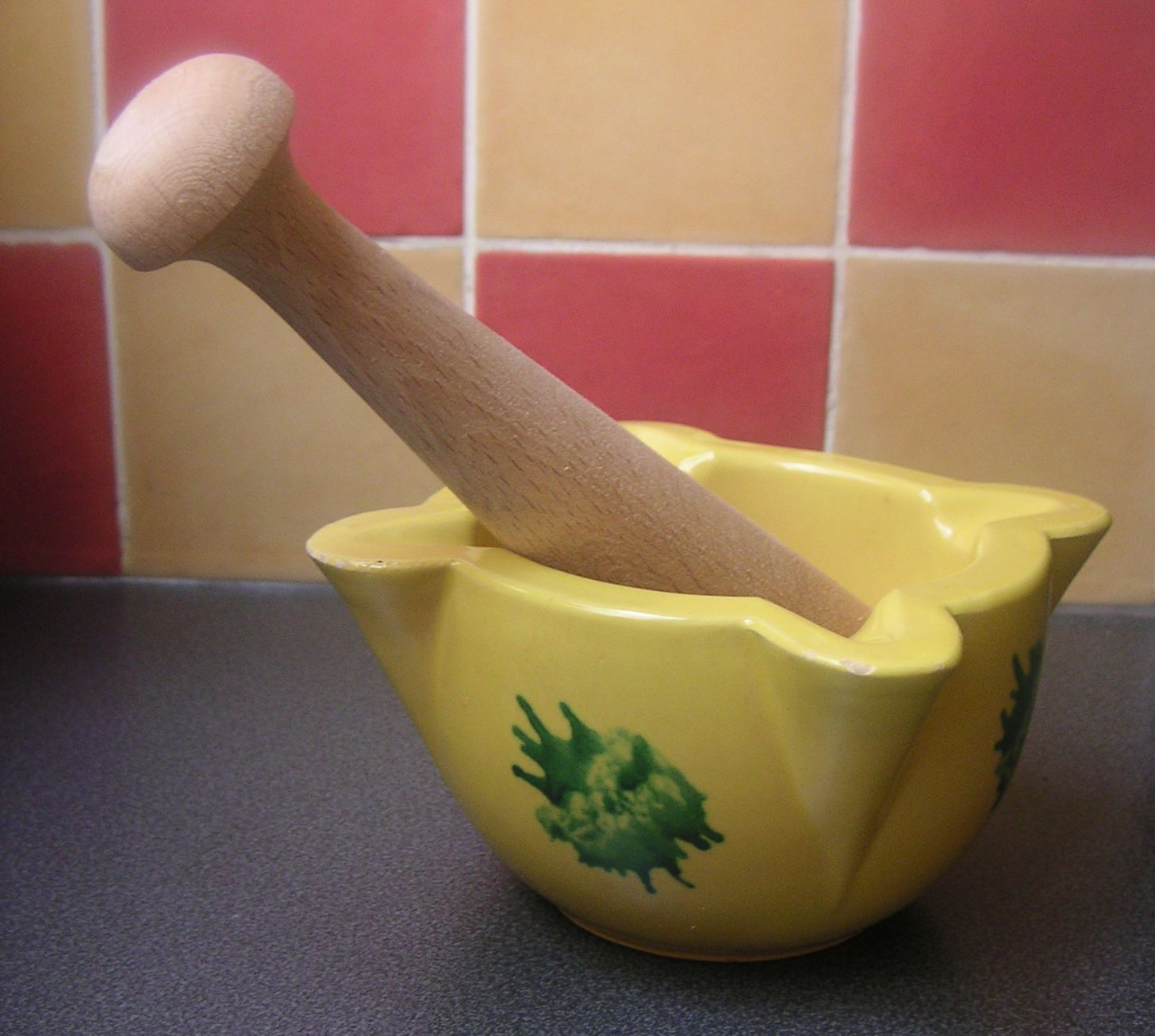
Morter de terrissa esmaltada i mà de morter de fusta.

El morter és una eina que s'utilitza molt sovint en la cuina catalana i valenciana per a triturar i barrejar productes, per a fer picades i també per a fer salses tan nostrades com l'allioli, la maionesa, la romesco, etc.
Es compon de dues peces: el morter pròpiament dit; un vas de parets gruixudes i fortes, de materials com la terrissa, pedra o fusta, sovint amb un o quatre petites prolongacions en forma de semicilindre còncau per facilitar el vessament del contingut en un altre lloc; i un piló, picamà o mà de morter/fusta, gairebé sempre de fusta, que s'agafa amb la mà per a triturar a cops el contingut del vas.
Un morter també es pot utilitzar en farmàcia, perfumeria, etc. per a esmicolar espècies, medicaments, llavors i altres coses.

## Història

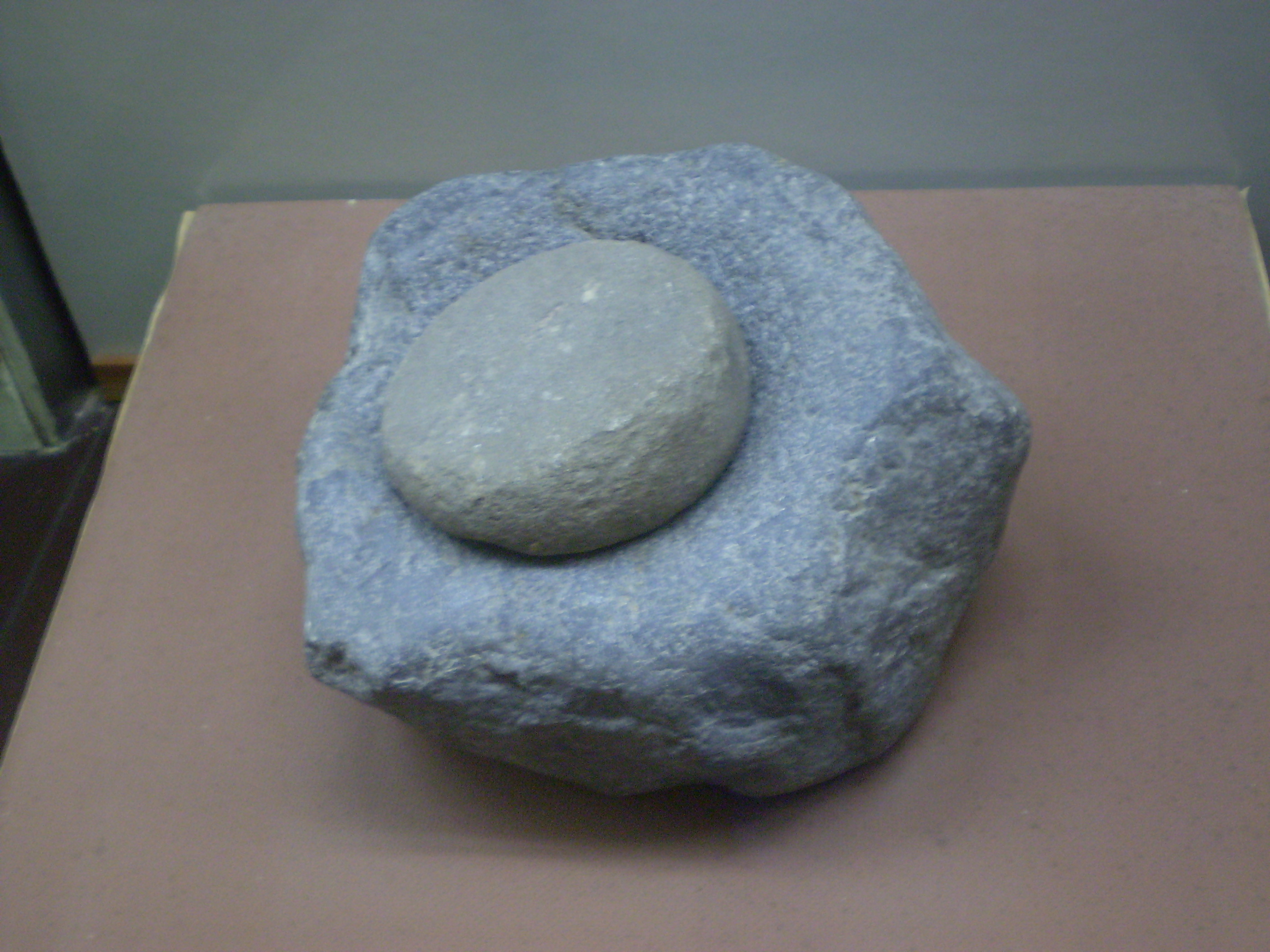
Morter indígena americà.

El morter es va inventar durant el període Naqada de l'antic Egipte al voltant del 4000 aC., i el seu ús en la gastronomia, medicina i alquímia data de temps immemorials a moltes cultures de tot el món.
A les cultures mediterrànies de l'antiguitat es feien servir també d'altres morters de bronze, de grans dimensions, per a picar el marbre o la calç, o per a fabricar certs conglomerants de la construcció, com és el cas de l'estuc. De fet, encara ara, seguim anomenant morter a la barreja de calç, sorra i aigua, emprada per a lligar les pedres o altres materials de construcció.
El morter es troba documentat en algunes obres de literatura antiga, com el "papir Ebers" egipci, que data de l'any 1550 aC i l'Antic Testament (Números 11:8 i proverbis 27:22).

## Usos culinaris

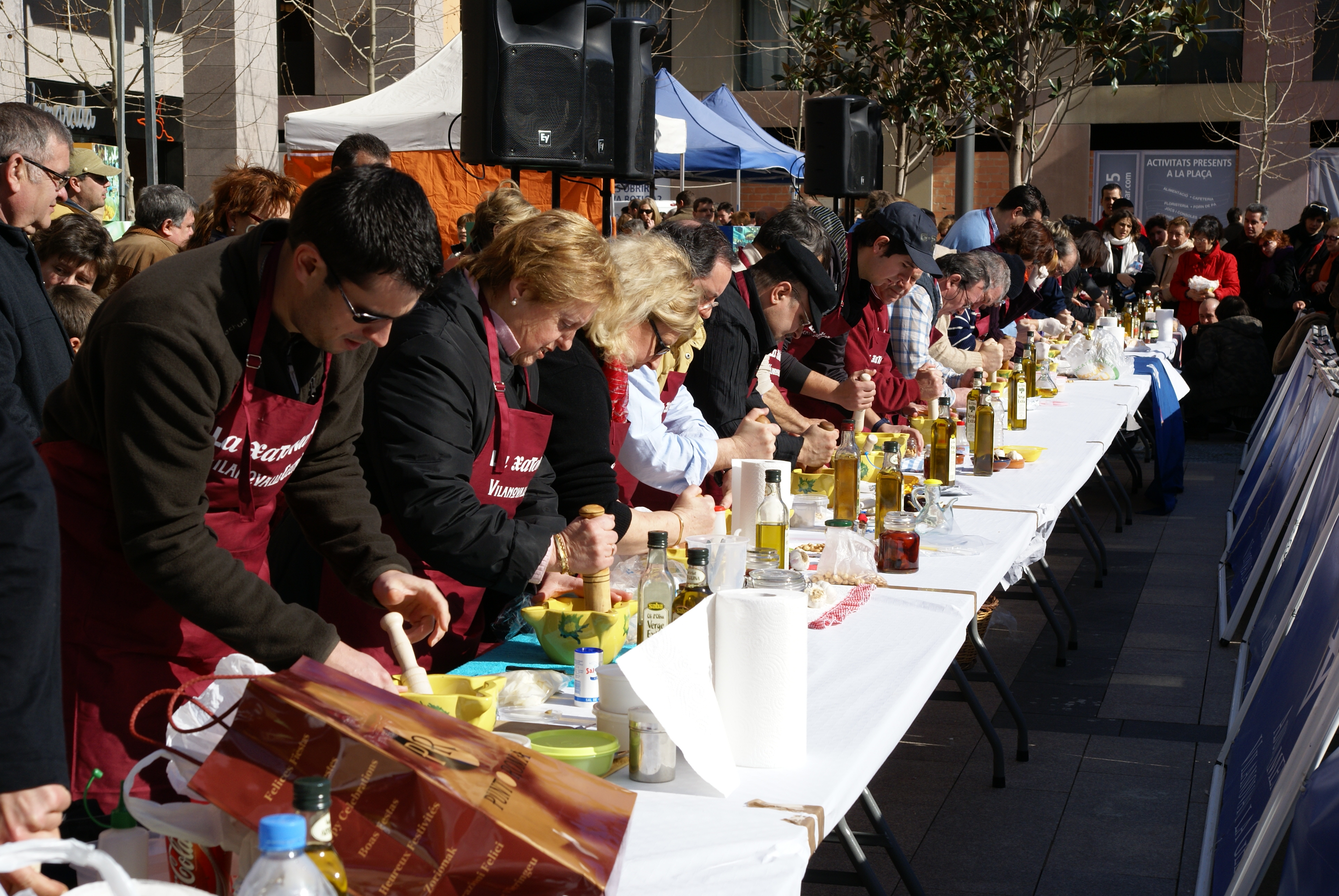
Fent salsa en un morter

A la cultura catalana, el morter és un estri indispensable a la cuina, on s'utilitza sobretot per a xafar alls, picar o moldre fruits secs, preparar picades, presents a molts plats, o fer la majoria de les salses més habituals i genuïnes catalanes: 
- allioli, emulsió groga feta amb all, oli d'oliva i sal.
- maionesa, emulsió d'ou, oli d'oliva i sal.
- romesco, salsa de color taronja fosc viu que conté tomàquet, nyora, ametlles i altres ingredients.
- salsa de xató, salsa ataronjada que dona gust a la coneguda amanida d'escarola i peix blau.
- salsa de calçots, salsa més gustosa que la romesco, que serveix per acompanyar els calçots.
- balandra, salsa per a peix o marisc, amb ametlles, all, oli d'oliva, etc.

El morter tradicional de la franja mediterrània té quatre cares per fora, i està pintat de groc amb una taca verda a cada cara.
A Menorca es fa servir també per trencar el blat en plats com l'arròs de la terra, que té influència del Magreb.

### El morter en altres cultures
- Europa:

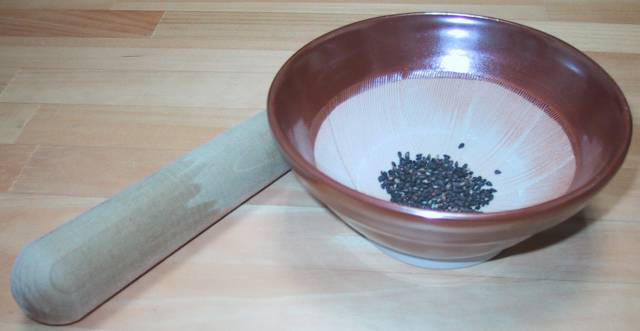
Morter típic estàndard japonès.

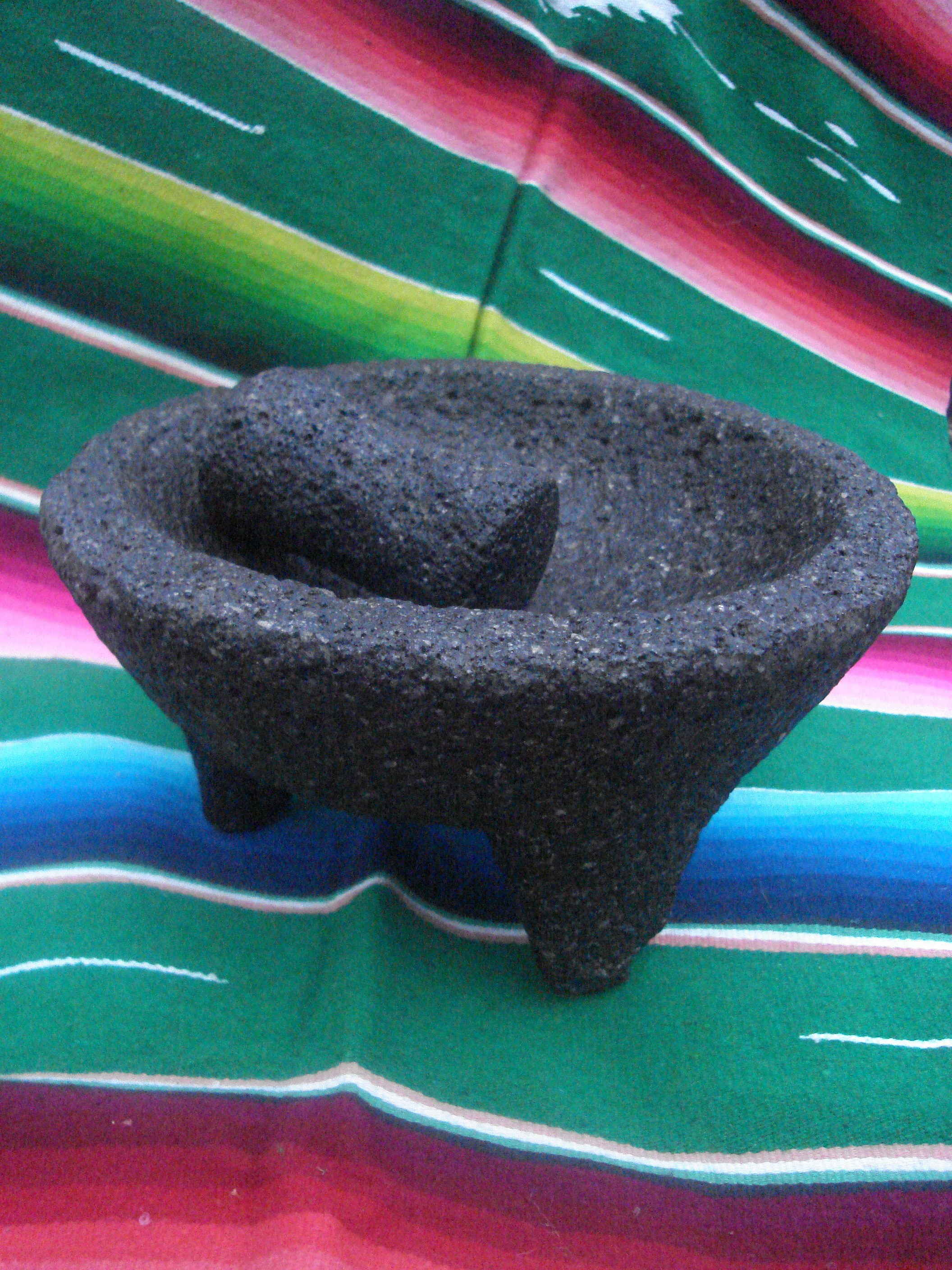
Morter mexicà.

  - El morter s'utilitza a la majoria de països del Mediterrani per a moldre espècies i fruits secs, malgrat que la picada és pròpia i identitaria de la cuina dels Països Catalans.
  - A Itàlia i a Occitània s'utilitza per a fer la salsa pesto (pistou en Occitània).
  - A Espanya s'utilitza també per a fer sopes fredes com el salmorejo o l'ajoblanco, salses com l'ajoarriero i preparacions com l'atascaburras.
- Orient Mitjà:
  - A l'Orient Mitjà es feien servir enormes morters de pedra, amb mans que poden arribar a gairebé un metre d'alçada, per a picar la carn utilitzada per farcir hortalisses o per mandonguilles (kibbeh). També s'utilitza per a fer el puré de cigrons (hummus) i el d'albergínia (baba ganush).
- Àfrica:
  - A l'Àfrica central s'usen encara morters amb grans pilons, que sovint s'empren amb les dues mans, per a triturar cereals.
  - A l'illa de La Reunió és una eina indispensable en la gastronomia que s'utilitza per a la preparació dels caris, una manera de cuinar carn, peix o pollastre amb espècies com el gingebre i la cúrcuma. Tant el morter (kalou) com la mà són fets de la mateixa pedra.
- Àsia:
  - A la gastronomia del Japó s'utilitzen uns grans morters per preparar uns pastissets d'arròs anomenats mochi. El morter estandarditzat japonés s'anomena suribachi i la seva mà respectiva, de fusta i normalitzada, surikogi.
  - A la cuina de l'Índia i sud-est asiàtic el morter és conegut com a lesung, tant el morter com la mà solen ser de granit.
- Amèrica:
  - En la gastronomia d'algunes tribus d'indis nadius dels Estats Units es feien servir morters per moldre el blat de moro i fruits secs.
  - A Mèxic s'utilitza per a xafar els avocats del guacamole i les diferents salses de la gastronomía mexicana. El morter tradicional es diu Molcajete i és fet de basalt.

## Usos farmacèutics

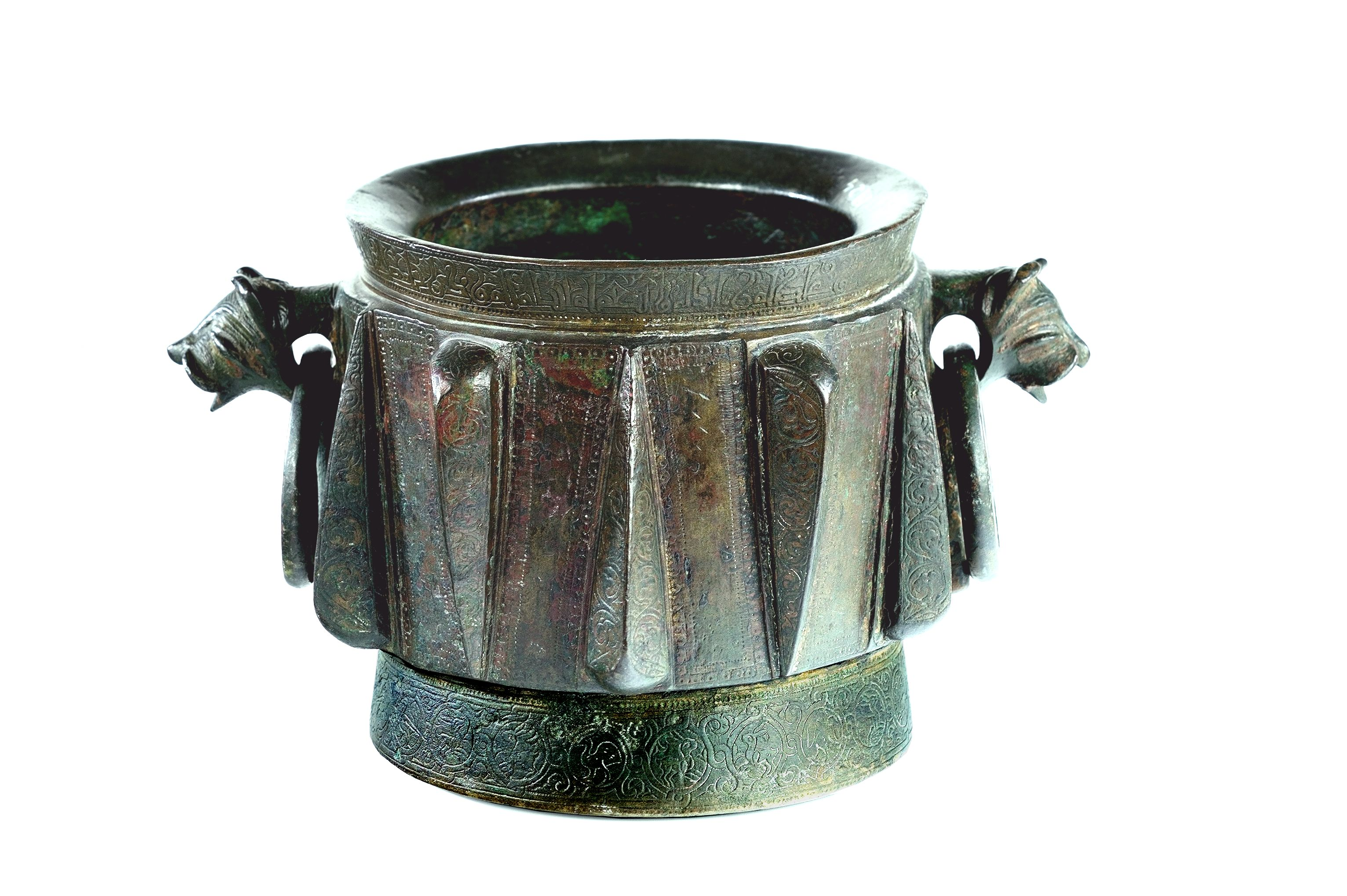
Morter mossàrab farmacèutic de bronze

El morter permet triturar diversos ingredients d'una prescripció médica, i de fet és una de les icones més comunes que s'associen a l'activitat farmacèutica. En aquests casos, el morter sol ser un d'específic, conegut com a morter Wedgwood ("Wedgwood" és una marca de porcellana anglesa), de porcellana blanca i que s'utilitza des de 1779.
En farmàcia també s'utilitza simplement per polvoritzar pastilles i que siguin així de més ràpida absorció alhora d'ingerir-les o inhalar-les.

## Altres usos
En el passat, morters de grans dimensions s'han utilitzat per formar materials de construcció i per l'elaboració de la primera arma de tir no rectilini, mentre que els de mida casolana s'empren també per a suposades pócimes i ungüents màgics o per a sintetitzar substàncies addictives il·legals. Altres tipus de morter s'empren a l'elaboració de producters de vidre.